# Gijsbert Van Tienhoven
Gijsbert van Tienhoven (De Werken, 12 febbraio 1841 – Bentveld, 10 ottobre 1914) è stato un politico olandese, primo ministro dei Paesi Bassi dal 21 agosto 1891 all'8 maggio 1894.

## Biografia
Durante il periodo nel quale ricoprì la carica di sindaco di Amsterdam 1880-1891), si guadagna la stima della regina Emma di Waldeck e Pyrmont (seconda moglie di Guglielmo III) che nel 1891 lo incarica di formare un nuovo governo,.
Nel 1894 Van Tienhoven è costretto a dimettersi a seguito di una crisi politica innescata dalla questione dell'estensione del diritto di voto.
Dopo la fine della sua esperienza di governo viene nominato governatore della Provincia dell’Olanda Settentrionale (1897-1911).